# Стахановуголь
Стахановуголь, производственное объединение с центром в городе Стаханов Луганской области, оказывающее материально-техническое, проектное, ремонтно-строительное содействие угледобывающим предприятиям в районе городов Стаханов, Брянка, Первомайск Луганской области. Ранее — угледобывающее предприятие.

## История
В ходе индустриализации 1930-х годов объемы добычи угля в Донбассе увеличились, были введены в строй новые шахты и в мае 1936 года на базе Кадиевского рудоуправления был создан трест «Кадиевуголь».
Во время Великой Отечественной войны город оказался в прифронтовой зоне, а с 12 июля 1942 до 3 сентября 1943 года был оккупирован немецкими войсками, но в дальнейшем добыча угля и деятельность треста были восстановлены.
После того, как 15 февраля 1978 года Кадиевка была переименована в город Стаханов, и организация получила название «Стахановуголь».
В целом, в советское время угольная промышленность являлась основой экономики города.
После провозглашения независимости Украины «Стахановуголь» перешёл в ведение министерства угольной промышленности Украины.
В мае 1995 года Кабинет министров Украины утвердил решение о приватизации управления материально-технического обеспечения ПО «Стахановуголь».
В октябре 1995 года было утверждено решение о приватизации трёх управлений жилищно-коммунального хозяйства (Брянковского, Кировского и Стахановского), пяти угольных шахт и плавательного бассейна «Дельфин» производственного объединения «Стахановуголь».
В 1996 году были закрыты шахты имени Ильича, «Центральная - Ирмино», «Замковская», «Брянковская». В 1997 году — «Максимовская» и «Луганская».
В августе 1997 года «Стахановуголь» был включён в перечень предприятий и организаций, имеющих стратегическое значение для экономики и безопасности Украины.
В 1998 году была закрыта шахта «Бежановская», в 1999 году — шахта «Голубовская».
Также в объединение входили шахты Краснопольевская, Аненская, Криворожская, 2/5 Каменка. И ныне существующие Вергелевская и Ломоватская (переданные в Луганскуголь и Первомайскуголь).
Все угольные шахты объединения закрылись согласно программе закрытия неперспективных шахт[уточнить].